# Landtagswahl im Trentino 2003
Die Landtagswahl im Trentino 2003 fand am 26. Oktober statt. Gewählt wurden die 35 Mitglieder des Trentiner Landtags (Consiglio provinciale) und der Landeshauptmann (Presidente della Provincia).

## Wahlergebnis
| Kandidaten                                                           | Kandidaten            | Stimmen | %    | Listen                                | Stimmen | %    | Mandate |
| -------------------------------------------------------------------- | --------------------- | ------- | ---- | ------------------------------------- | ------- | ---- | ------- |
|                                                                      | Lorenzo Dellaigewählt | 169.916 | 60,8 | Civica Margherita                     | 69.856  | 25,9 | 11      |
| Democratici di Sinistra                                              | Lorenzo Dellaigewählt | 169.916 | 60,8 | 36.779                                | 13,6    | 5    |         |
| Partito Autonomista Trentino Tirolese                                | Lorenzo Dellaigewählt | 169.916 | 60,8 | 24.261                                | 9,0     | 3    |         |
| Federazione dei Verdi                                                | Lorenzo Dellaigewählt | 169.916 | 60,8 | 9.479                                 | 3,5     | 1    |         |
| Leali al Trentino                                                    | Lorenzo Dellaigewählt | 169.916 | 60,8 | 7.079                                 | 2,6     | 1    |         |
| Centro Popolare                                                      | Lorenzo Dellaigewählt | 169.916 | 60,8 | 6.002                                 | 2,2     | –    |         |
| Socialisti Democratici Italiani                                      | Lorenzo Dellaigewählt | 169.916 | 60,8 | 5.192                                 | 1,9     | –    |         |
| Union Autonomista Ladina                                             | Lorenzo Dellaigewählt | 169.916 | 60,8 | 2.990                                 | 1,1     | 1    |         |
| Partito dei Comunisti Italiani                                       | Lorenzo Dellaigewählt | 169.916 | 60,8 | 2.323                                 | 0,9     | –    |         |
| ↳ Gesamt                                                             | Lorenzo Dellaigewählt | 169.916 | 60,8 | 163.961                               | 60,7    | 22   |         |
|                                                                      | Carlo Andreotti       | 85.688  | 30,7 | Forza Italia                          | 36.228  | 13,4 | 5       |
| Lega Nord                                                            | Carlo Andreotti       | 85.688  | 30,7 | 16.526                                | 6,1     | 2    |         |
| Unione dei Democratici Cristiani e di Centro                         | Carlo Andreotti       | 85.688  | 30,7 | 13.557                                | 5,0     | 2    |         |
| Alleanza Nazionale                                                   | Carlo Andreotti       | 85.688  | 30,7 | 10.996                                | 4,1     | 1    |         |
| Trentino Autonomista                                                 | Carlo Andreotti       | 85.688  | 30,7 | 5.853                                 | 2,2     | –    |         |
| Mandate der Listengruppe                                             | Carlo Andreotti       | 85.688  | 30,7 | –                                     | –       | 1    |         |
| ↳ Gesamt                                                             | Carlo Andreotti       | 85.688  | 30,7 | 83.160                                | 30,8    | 11   |         |
|                                                                      | Agostino Catalano     | 7.891   | 2,8  | Partito della Rifondazione Comunista  | 7.662   | 2,8  | 1       |
|                                                                      | Bruno Firmani         | 4.285   | 1,5  | Italia dei Valori                     | 4.106   | 1,5  | –       |
|                                                                      | Claudio Taverna       | 4.107   | 1,5  | Lista Claudio Taverna                 | 3.817   | 1,4  | –       |
|                                                                      | Guido Gasperotti      | 3.192   | 1,1  | Movimento per i Diritti – Su la Testa | 3.041   | 1,1  | –       |
|                                                                      | Benito Rossi          | 2.213   | 0,8  | Partito Pensionati                    | 2.159   | 0,8  | –       |
|                                                                      | Giorgio Leonardi      | 2.092   | 0,7  | Udeur                                 | 1.897   | 0,7  | –       |
| Gesamt                                                               | Gesamt                | 279.384 | 100  |                                       | 269.913 | 100  | 34      |
|                                                                      |                       |         |      |                                       |         |      |         |
| Quellen: Provincia Autonoma di Trento: Kandidaten – Listen – Mandate |                       |         |      |                                       |         |      |         |